# Forcall (kommunhuvudort)
Forcall är en kommunhuvudort i Spanien.   Den ligger i provinsen Província de Castelló och regionen Valencia, i den östra delen av landet, 300 km öster om huvudstaden Madrid. Forcall ligger 715 meter över havet och antalet invånare är 532.
Terrängen runt Forcall är huvudsakligen lite kuperad. Forcall ligger nere i en dal. Runt Forcall är det mycket glesbefolkat, med 6 invånare per kvadratkilometer. Närmaste större samhälle är Morella, 9,0 km öster om Forcall. 